# Alexander Dominicus

Alexander Dominicus, 1911

Adolf Alexander Eberhard Dominicus (* 19. April 1873 in Straßburg; † 18. Oktober 1945 in Freiburg im Breisgau) war ein deutscher Verwaltungsjurist, Kommunalbeamter und Politiker (DDP) sowie Bildungs-, Luftfahrt- und Turnverbandsfunktionär. Er war von 1911 bis 1921 Oberbürgermeister der Stadt Schöneberg bei Berlin, von 1919 bis 1924 Mitglied des Preußischen Landtages und von April bis November 1921 preußischer Innenminister. Von 1929 bis 1933 war Dominicus 1. Vorsitzender der Deutschen Turnerschaft.

## Leben
Nach dem Abitur nahm Dominicus ein Studium der Rechtswissenschaften in Straßburg, München und Berlin auf, das er 1894 mit dem ersten und 1899 mit dem zweiten juristischen Staatsexamen beendete. Während seines Studiums gründete er 1894 den Akademischen Turnverein (ATV) Burgund Straßburg. Für einen Akademiker damals ungewöhnlich legte er auch die staatliche Turnlehrerprüfung ab.
Er trat 1900 als Regierungsassessor in die Verwaltung des Reichslandes Elsaß-Lothringens ein, war seit 1902 Beigeordneter der Stadt Straßburg (unter den Oberbürgermeistern Otto Back und Rudolf Schwander) und wurde später zum Regierungsrat befördert. Als Beigeordneter von Straßburg soll Dominicus richtungweisende Reformen der Arbeits- und Jugendfürsorge, der Stadtplanung und des Schulwesens veranlasst haben; so richtete er erstmals ein Arbeitsamt ein und regte die Gründung einer Arbeitslosenversicherung an. Das Straßburger Modell wurde später zum Vorbild des deutschen Reichsgesetzes über Arbeitsvermittlung und Arbeitslosenversicherung von 1927. In Straßburg heiratete Dominicus 1903 Helene Fehling, die Tochter des Gynäkologieprofessors Hermann Fehling.
Ab 1911 amtierte Dominicus als Oberbürgermeister der Stadt Schöneberg, die zu dieser Zeit bereits faktisch mit Berlin zusammengewachsen war, verwaltungstechnisch aber noch eine eigenständige Kommune in der preußischen Provinz Brandenburg bildete. Sein Vorgänger Rudolph Wilde hatte die Planungen für das Schöneberger Rathaus durchgeführt. Unter Dominicus wurde am 26. Mai 1911 der Grundstein gelegt, 1913/14 bezog die Stadtverwaltung das neue Rathaus. Dominicus wurde als Reserveoffizier (Hauptmann der Reserve) im August 1914 mobilisiert und bei den Kämpfen in Nordfrankreich einen Monat später verwundet. Nach dem Krieg setzte er sich für das Groß-Berlin-Gesetz ein, durch das Schöneberg am 1. Oktober 1920 – so wie zahlreiche weitere umliegende Städte, Gemeinden und Gutsbezirke – mit der Hauptstadt Berlin verschmolzen wurde. Anschließend leitete Dominicus noch für die Übergangszeit die Verwaltung des nunmehrigen Bezirks Schöneberg, bis 1921 der erste Bezirksbürgermeister Emil Berndts gewählt wurde. 
Der Liberale Dominicus war mit Friedrich Naumann befreundet und schloss sich nach der Novemberrevolution 1918 der Deutschen Demokratischen Partei (DDP) an. Von 1919 bis 1924 war er Mitglied der Preußischen Landesversammlung bzw. des Preußischen Landtages. 1920/1921 war er Vorsitzender der DDP-Landtagsfraktion. Der Landesdirektor der Provinz Brandenburg ernannte ihn am 6. März 1920 zum Preußischen Provinzialrat. Vom 21. April 1921 bis zum 7. November 1921 amtierte Dominicus als preußischer Innenminister in der von Ministerpräsident Adam Stegerwald (Zentrum) geführten Staatsregierung. Am 22. Oktober 1924 legte er sein Landtagsmandat nieder und trat auch aus der DDP aus.

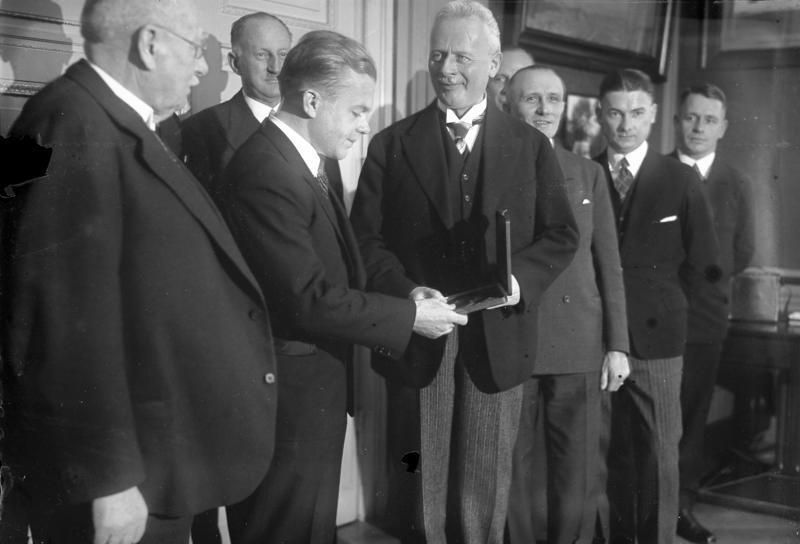
Der Segelflieger Günther Groenhoff (mit Plakette) und Alexander Dominicus (rechts von ihm) bei der Verleihung der Adler-Plakette, 1932

Nach seinem Ausscheiden aus dem öffentlichen Dienst war Dominicus von 1923 bis 1933 Vorsitzender des Berliner Vereins für Volkserziehung (Pestalozzi-Fröbel-Haus) und ab 1924 Leiter des Kindererholungsheims Heuberg auf der Schwäbischen Alb. Seit dem Turntag 1919 gehörte Dominicus dem Hauptausschuss der Deutschen Turnerschaft (DT) an, bei der Wahl des 1. Vorsitzenden war er damals knapp Oskar Berger unterlegen. Außerdem war er Vorstandsmitglied des Sport-Dachverbandes Deutscher Reichsausschuß für Leibesübungen. Beim Turntag 1926 wurde Dominicus zum Dritten Vorsitzenden und 1929 als Nachfolger Bergers zum Ersten Vorsitzenden der DT gewählt. Daneben beteiligte sich der Segelflieger Dominicus an der Förderung der deutschen Luftfahrt, war von 1926 bis 1933 Vorsitzender des Deutschen Luftfahrtverbandes sowie Vizepräsident des Deutschen Luftrates. 

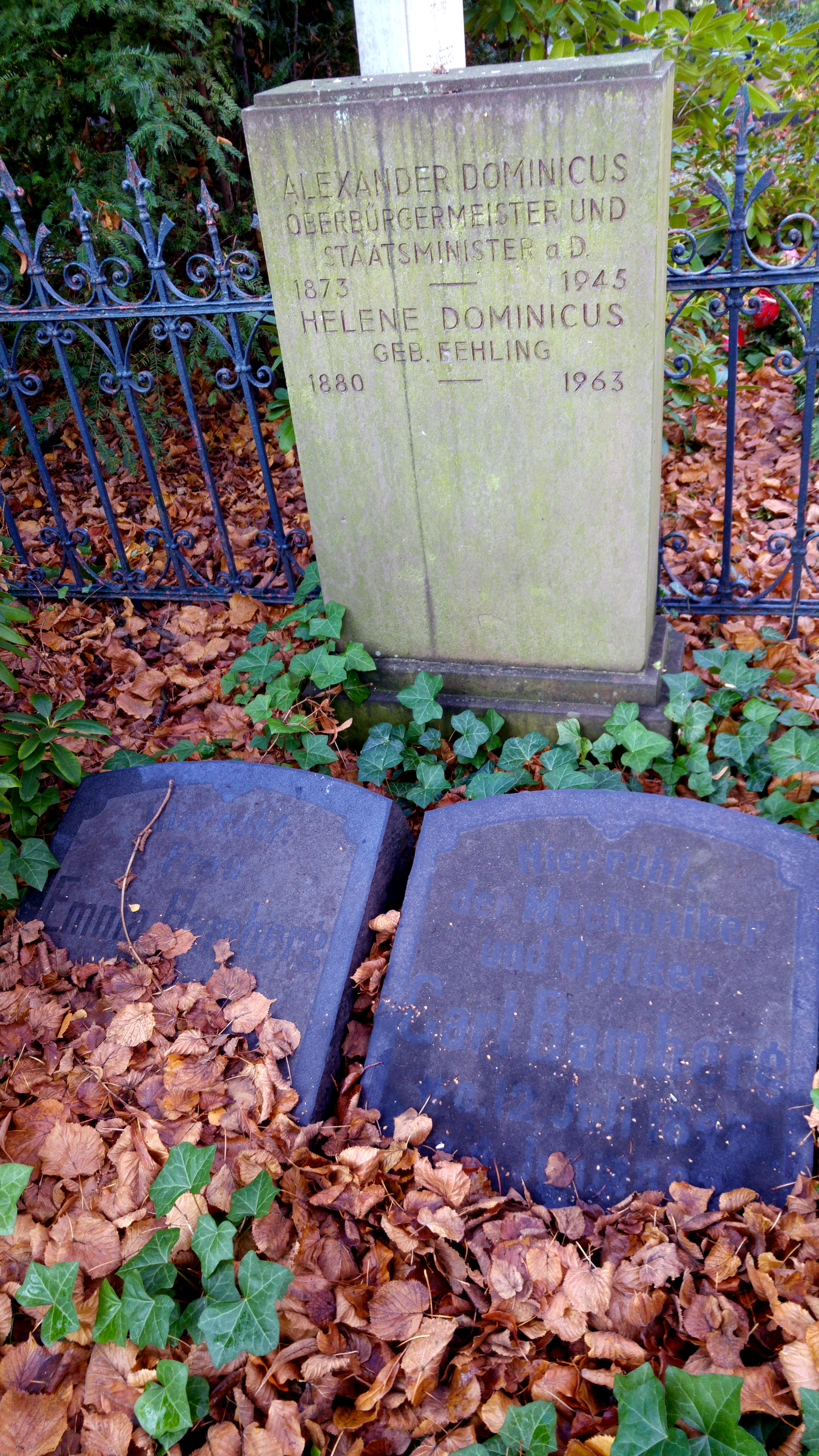
Grabstein auf dem Friedhof Stubenrauchstraße in Berlin-Friedenau

Nach der Machtübernahme der Nationalsozialisten trat er Anfang April 1933 vom Vorsitz der Deutschen Turnerschaft zurück – ob freiwillig oder unter Druck ist nicht geklärt. Anschließend führte die DT unter Edmund Neuendorff das Führerprinzip ein und schloss ihre „nichtarischen“ Mitglieder aus. Auch von der Spitze des Deutschen Luftfahrtverbandes zog sich Dominicus zurück, dieser löste sich im Frühjahr 1933 zugunsten des von Hermann Göring geführten Deutschen Luftsportverbandes (DLV) auf. Im Herbst 1933 zog Dominicus mit seiner Frau Helene von Berlin nach Freiburg im Breisgau. Zu Beginn des Zweiten Weltkrieges war er von 1939 bis 1941 Geschäftsführer des militärisch ausgerichteten Flugtechnischen Instituts in Ruit bei Stuttgart.
Sein Grab befindet sich auf dem Friedhof an der Stubenrauchstraße in Berlin-Friedenau.

## Ehrungen
Nach Alexander Dominicus ist in Schöneberg die Dominicusstraße benannt, die vom Bahnhof Schöneberg zum Schöneberger Rathaus führt. 1924 wurde Dominicus als Stadtältester von Berlin geehrt.